# أوغو دى كاروليس
العميد أوغو دى كاروليس (بالإيطالية: Ugo de Carolis) قائد عسكري إيطالي خلال الحرب العالمية الثانية، وُلد في 7 أكتوبر 1887 بكابوا بمملكة إيطاليا، وقتل في المعارك عند نهر ميوس بستالينو (دونتسك حاليا) الاتحاد السوفيتي (أوكرانيا حاليا) في 12 ديسمبر 1941، حاصل على وسام فارس الصليب الحديدي من ألمانيا في 9 فبراير 1942 أثناء قيادته للفرقة الثانية والخمسون مشاة ميكانيكية تورينو.

## وصلات خارجية
- أوغو دى كاروليس من موقع generals.dk (بالإنكليزية)